# Ростренен (кантон)
Рострене́н (фр. Rostrenen) — кантон во Франции, находится в регионе Бретань, департамент Кот-д’Армор. Входит в состав округа Генган.

## История
До 2015 года в состав кантона входили коммуны:
| Коммуна        | Население, чел. (1999) | Почтовый индекс | Код INSEE |
| -------------- | ---------------------- | --------------- | --------- |
| Гломель        | 1 460                  | 22110           | 22061     |
| Кергрист-Моэлу | 692                    | 22110           | 22087     |
| Плугерневель   | 2 222                  | 22110           | 22220     |
| Плуневе-Кентен | 1 180                  | 22110           | 22229     |
| Ростренен      | 3 616                  | 22110           | 22266     |
| Тремаргат      | 171                    | 22110           | 22365     |

В результате реформы 2015 года состав кантона был изменен. В его состав вошли коммуны упраздненных кантонов Гуарек, Маэль-Каре и Сен-Никола-дю-Пелем.
С 1 января 2017 года состав кантона снова изменился: коммуны Ланиска, Перре и Сен-Жельван образовали новую коммуну Бон-Репо-сюр-Блаве.

## Состав кантона с 1 января 2017 года
В состав кантона входят коммуны (население по данным Национального института статистики за 2019 г.):
- Бон-Репо-сюр-Блаве (1 256 чел.)
- Гломель (1 363 чел.)
- Гуарек (948 чел.)
- Каниюэль (348 чел.)
- Кергрист-Моэлу (653 чел.)
- Ланривен (441 чел.)
- Ле-Мустуар (670 чел.)
- Лекуэ-Гуарек (218 чел.)
- Локарн (410 чел.)
- Маэль-Каре (1 469 чел.)
- Мельоннек (391 чел.)
- Пёмрит-Кентен (173 чел.)
- Плевен (754 чел.)
- Плелоф (629 чел.)
- Плугерневель (1 643 чел.)
- Плуневе-Кентен (1 071 чел.)
- Поль (691 чел.)
- Ростренен (3 056 чел.)
- Сен-Жиль-Плижо (305 чел.)
- Сен-Коннан (290 чел.)
- Сен-Никола-дю-Пелем (1 594 чел.)
- Сент-Ижо (127 чел.)
- Сент-Трефин (185 чел.)
- Требриван (748 чел.)
- Тремаргат (187 чел.)
- Треоган (102 чел.)
- Трефрен (544 чел.)

## Население
| 1962   | 1968   | 1975   | 1982   | 1990   | 1999  | 2006  | 2012  | 2016   |
| ------ | ------ | ------ | ------ | ------ | ----- | ----- | ----- | ------ |
| 11 304 | 11 242 | 11 281 | 11 083 | 10 358 | 9 341 | 8 605 | 8 336 | 20 606 |

## Политика
На президентских выборах 2022 г. жители кантона отдали в 1-м туре Эмманюэлю Макрону 25,1 % голосов против 23,6 % у Марин Ле Пен и 23,5 % у Жана-Люка Меланшона; во 2-м туре в кантоне победил Макрон, получивший 56,7 % голосов. (2017 год. 1 тур: Эмманюэль Макрон – 26,1 %, Жан-Люк Меланшон – 24,7 %, Марин Ле Пен – 15,9 %, Франсуа Фийон – 15,1 %; 2 тур: Макрон – 72,9 %. 2012 год. 1 тур: Франсуа Олланд — 34,2 %, Николя Саркози — 19,1 %, Жан-Люк Меланшон — 15,1 %; 2 тур: Олланд — 65,6 %).
С 2021 года кантон в Совете департамента Кот-д’Армор представляют мэр коммуны Плугерневель Ален Геген (Alain Guéguen) (Социалистическая партия) и мэр коммуны Мельоннек Мари-Жозе Феркок (Marie-José Fercoq) (Разные левые).
|                | Кандидаты                            | Партия                   | Первый тур | Первый тур     | Второй тур | Второй тур |
| Кол-во голосов | Кандидаты                            | Партия                   | % голосов  | Кол-во голосов | % голосов  |            |
| -------------- | ------------------------------------ | ------------------------ | ---------- | -------------- | ---------- | ---------- |
|                | Ален Геген Мари-Жозе Феркок          | Разные левые             | 3 122      | 47,99          | 4 179      | 67,16      |
|                | Николя Ле Кароф Мари-Кристин Филиппо | Республиканцы            | 1 528      | 23,49          | 2 043      | 32,84      |
|                | Раймон Гелеок Розали Салюн-Гурлауэн  | Европа Экология Зелёные  | 1 117      | 17,17          |            |            |
|                | Кристин Белланже Филипп Рау          | Национальное объединение | 1 479      | 18,37          |            |            |

|                | Кандидаты                   | Партия                  | Первый тур | Первый тур     | Второй тур | Второй тур |
| Кол-во голосов | Кандидаты                   | Партия                  | % голосов  | Кол-во голосов | % голосов  |            |
| -------------- | --------------------------- | ----------------------- | ---------- | -------------- | ---------- | ---------- |
|                | Ален Геген Сандра Ле Нувель | Социалистическая партия | 3 782      | 46,97          | 4 917      | 66,31      |
|                | Анник Годрон Кристиан Готье | Разные правые           | 1 886      | 23,42          | 2 498      | 33,69      |
|                | Кристин Кюген Мартен Шове   | Национальный фронт      | 1 479      | 18,37          |            |            |
|                | Эрве Ле Галь Сесиль Лефрен  | Разные левые            | 905        | 11,24          |            |            |